# Sundstrand Corporation
A Sundstrand Corporation foi fundada em 1926 a  partir da fusão da Rockford Tool Company e da Rockford Milling Machine Company em Rockford, Ilinóis. Ela foi conhecida como Sundstrand Machine Tool Company até 1959 quando os acionistas votaram para mudar o nome para Sundstrand Corporation.[carece de fontes?]
A Sundstrand fabricava produtos industriais e aeroespaciais. Os produtos aeroespaciais incluíam sistemas de potência de emergência e de potência secundária, enquanto os produtos industriais incluiam sistemas geradores de energia elétrica, sistemas de transmissão de passo fixo, e motores de turbina a gás.